# Zhaotan (socken i Kina, Inre Mongoliet)
Zhaotan (kinesiska: 沼潭, 沼潭街道) är en socken i Kina. Den ligger i den autonoma regionen Inre Mongoliet, i den norra delen av landet, omkring 150 kilometer väster om regionhuvudstaden Hohhot. Antalet invånare är 48546. Befolkningen består av 18 715 kvinnor och 29 831 män. Barn under 15 år utgör 5,0 %, vuxna 15-64 år 87 %, och äldre över 65 år 6,0 %.
Genomsnittlig årsnederbörd är 484 millimeter. Den regnigaste månaden är juli, med i genomsnitt 133 mm nederbörd, och den torraste är januari, med 2 mm nederbörd.